# Juan Antonio Marín
Juan Antonio Marín (San José, 2 de março de 1975) é um ex-tenista profissional hispano-costariquenho.
Em 17 presenças em Grand Slam, não ganhou nenhuma partida.